# Friedrich Pütz
Friedrich Pütz (* 12. März 1950 in Köln) ist ein deutscher Komponist.

## Leben
Pütz studierte an der Kölner Hochschule für Musik Komposition (Diplom), elektronische Musik und klassische Gitarre. 1985 gründete er das Friedrich Puetz Ensemble, welches in unterschiedlichen Zusammensetzungen auftrat. Dazu gehörten Konzerte im Rahmen einer Tournee durch Brasilien sowie ein Konzert im Rahmen eines Kongresses des nordrhein-westfälischen Komponisteninteressenverbandes. Außerdem spielte das Ensemble Werke des Komponisten sowie weitere Neue Musik auf LP und CD ein. 1998 gründete Pütz die Friedrich Puetz Edition.

## Werk
Zu Pütz’ Kompositionen gehört Kammermusik für Konzert und Unterricht sowie Orchestermusik.
1985 erschien mit Träumerei–Gedanken–Spiel die erste LP mit Kammermusik von Friedrich Pütz, 1986 folgte die LP Materialien für eine Reise nach einer Brasilien-Tournee des Friedrich Puetz Ensembles. 2001 wurde das Konzert für Gitarre und Orchester von der Kölner Orchestergesellschaft uraufgeführt. 2008 wurden die Stücke Saitenspiele für Gitarre sowie Variationen für Gitarre in Mainz uraufgeführt. 2009 erschien die CD Nachklänge mit Kompositionen für Gitarre von Friedrich Pütz aus den Jahren 1984 bis 2007.
Seit Jahren arbeitet der Komponist am groß angelegten Musiktheater Flucht. Jeder der sieben Teile des Werkes bildet ein Programm und kann aufgrund eigenen Charakters für sich stehen. Es handelt sich um ein Spiel für Stimmen, Instrumentalisten und Tänzer, dessen Akteure sich nach mitvollziehbaren Regeln einwirkend beteiligen. Damit wird eine selbstregelnde, nicht repressiv-dirigistische
Umsetzung angestrebt. Die Mischung aus Musik, Text, Pantomime und Tanz ist der multimediale Versuch einer systematischen Erfassung musikalischer Sachverhalte an vorliegenden Beispielen und während der Entstehung von Musik.

## Kompositionen
- Strudel für 1–7 Spieler(-gruppen) (1971)
- 13 Stücke für Gitarre (1978)
- Träumerei – Gedanken – Spiel für Gitarre (1980)
- Cellomusik für Violoncello solo (1981)
- Jeux für vier Gitarren oder Gitarrenchor (1981)
- Suante für Violine und Gitarre (1981)
- Trio für Flöte, Bratsche und Gitarre (1982)
- Für Kinder für Gitarre (1984)
- Auf/Zu für Klavier (1985)
- Pièce et Double für Flöte und Gitarre (1985)
- Simultan für Föte solo (1986)
- Cantus für Orgel solo (1997)
- Konzert für Gitarre und 12 Instrumente/Orchester (1998)
- Kinderspiele für Gitarre (1998)
- Hörst du? für Klavier (1998)
- Impulse I für Gitarre (1999)
- Impulse II für Gitarre (1999)
- Aftertwokata für Klavier (1999)
- Solo für Klarinette (1999)
- Trio für Bratsche, Heckelphon (Tenorsaxophon) und Klavier (1999)
- Hauskonzert für Violine und Gitarre (2002)
- Auf/Zu für Klavier (1985)
- Spielräume für Gitarre und Orchester
- Konzert für Klavier und Orchester
- Piece for Sarajevo für Orchester
- Cantus für Orgel
- Klavierzeit
- Pas de deux für Violine und Klavier
- Klaviertrio
- Lustheider Hausmusik für Stimme und Gitarre
- Zeitspiel für Stimme und Gitarre
- Flucht Musiktheater für Stimmen, Tänzer/Pantomimen und Instrumente, davon auch konzertante Orchesterfassung sieben eigenständiger Stücke (auch ohne Stimmen)